# Presenting Lily Mars
 Presenting Lily Mars és una pel·lícula musical americana de Norman Taurog, estrenada el 1943, produïda per Joe Pasternak, protagonitzada per Judy Garland i Van Heflin, I basada en la novel·la de Booth Tarkington. Aquest film és sovint citat com el primer de la Garland fent un paper d'adulta. Tommy Dorsey i Bob Crosby apareixen amb les seves orquestres en aquesta producció de la Metro-Goldwyn-Mayer

## Argument
El productor de Broadway John Thornway pensa que ho ha vist tot. Preparant el seu pròxim espectacle, coneix Lily Mars, una noia d'una ciutat petita amb un gran somni: fer de protagonista a Broadway. Quan Lily segueix John a Nova York, els dos s'enamoren. Però una sorpresa inesperada espera abans del final sumptuós de la seva història.

## Repartiment

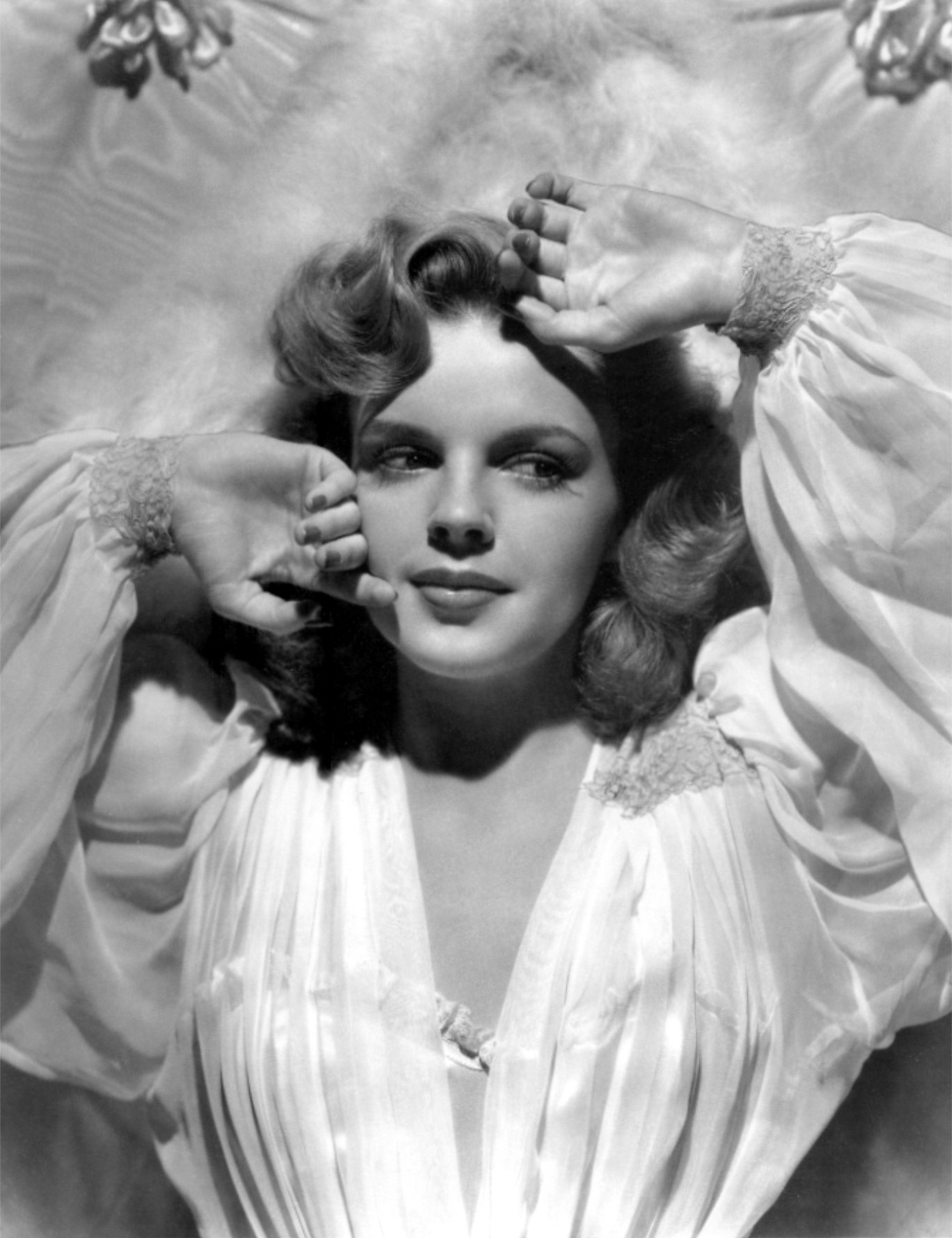
Garland en una imatge promocional del film.

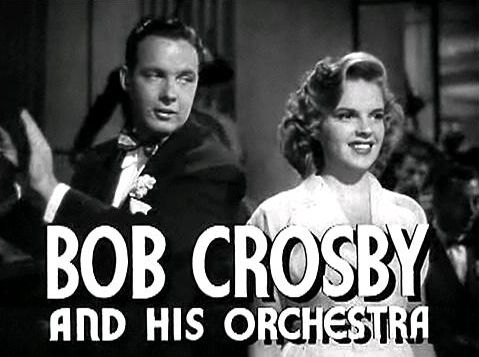
Judy Garland amb Bob Crosby

- Judy Garland: Lily Mars
- Van Heflin: John Thornway
- Fay Bainter: Sra. Thornway
- Richard Carlson: Owen Vail
- Spring Byington: Sra. Mars
- Mártha Eggerth: Isobel Rekay
- Connie Gilchrist: Frankie
- Leonid Kinskey: Leo
- Patricia Barker: Poppy
- Janet Chapman: Violet
- Annie Ross: Rosie
- Douglas Croft: Davey
- Ray McDonald: Charlie Potter
- Tommy Dorsey i la seva orquestra
- Bob Crosby i la seva orquestra

## Banda sonora
Inclou: 
- Every Little Movement (Has a Meaning All Its Own)
- When I Look At You
- Tom, Tom The Piper's Son
- Three O'Clock in the Morning i
- Broadway Rhythm per Tommy Dorsey I la seva orquestra.